# Шарлот Хюз
Шарлот Хюз (на английски: Charlotte Hughes) е американска писателка на бестселъри в жанра хумористичен любовен роман, чиклит и романтичен трилър.

## Биография и творчество
Шарлот Хюз е родена през 1954 г. в Уилямстън, Южна Каролина, САЩ. Има двама по-малки братя. Скоро след раждането ѝ семейството се премества в Тексас. Става запален читател на романтична литература, особено по произведенията на Катлийн Удиуиз и Даниел Стийл.
Започва да пише в началото на 80-те години като редактор на малък вестник. Първоначално пише кратки хумористични разкази.
През 1986 г. е издаден първият ѝ роман „Too Many Husbands“, който веднага става бестселър.
През 1989 г. започва серия романи с писателката Джанет Еванович. След нея пише собствената си поредица „Кейт Холи“.
Произведенията на писателката са характерни романтиката примесена с мистерия, напрежение и много хумор.
Тя е двукратен носител на наградата „Маги“ за любовните си романи и е удостоена с наградата „Талисман“ за свой разказ.
Омъжена е за Дейвид Джон Берндт, психолог и писател. Шарлот Хюз живее със семейството си в Тига Кей, Южна Каролина, където семейството ѝ се премества през 1992 г.

## Произведения

### Самостоятелни романи
- Too Many Husbands (1986)
- Straight Shootin' (1987)
- Travelin' Man (1988)
- Sweet Misery (1988)
- Tigress (1989)
- Scoundrel (1989)
Хулиганът, изд.: „Хермес“, Пловдив (1994), прев. Маргарита Дограмаджян
- Private Eyes (1990)
- Restless Nights (1990)
- Louisiana Lovin' (1990)
- Tough Guy, Savvy Lady (1991)
- The Lady and the Cowboy (1991)
- Rascal (1992)
- The Incredible Hunk (1993)
- Kissed by a Rogue (1993)
- The Devil and Miss Goody-Two Shoes (1994)
- The Cop and the Mother-to-be (1994)
- Husband Wanted (1995)
- Ready-Made Family (1995)
- Belated Bride (1996)
- Tall, Dark, and Bad (1996)
- And After That, the Dark (1997)
- Valley of the Shadow (1998)
- Just Married...Again (1998)
- The Last Southern Belle (1998)
- Night Kills (1998)
- A New Attitude (2001)
- Hot Shot (2002)
- Millionaire Cop and Mom-To-be (2002)
- See Bride Run! (2014)
- Welcome to Temptation (2015)

### Iерия „Full“ (Макс Холт), в съавторство сДжанет Еванович
1. Full House (1989)
2. Full Tilt (2003)
3. Full Speed (2003)
4. Full Blast (2004)
5. Full Bloom (2005)
6. Full Scoop (2006)

### Серия „Кейт Холи“ (Kate Holly)
1. What Looks Like Crazy (2008)
2. Nutcase (2009)
3. High Anxiety (2009)
4. Unhinged (2011)

### Участие в общи серии с други писатели

#### Серия „Лоши момчета“ (Bad Boys)
- Island Rogue (1992)

от серията има още 3 романа от различни автори

### Сборници
- Moonlight, Madness and Magic (1993) – със Сюзан Форстър и Оливия Рупърт
- Pregnant! (2009) – със Сюзън Малъри и Кристин Римър